# Ski cross

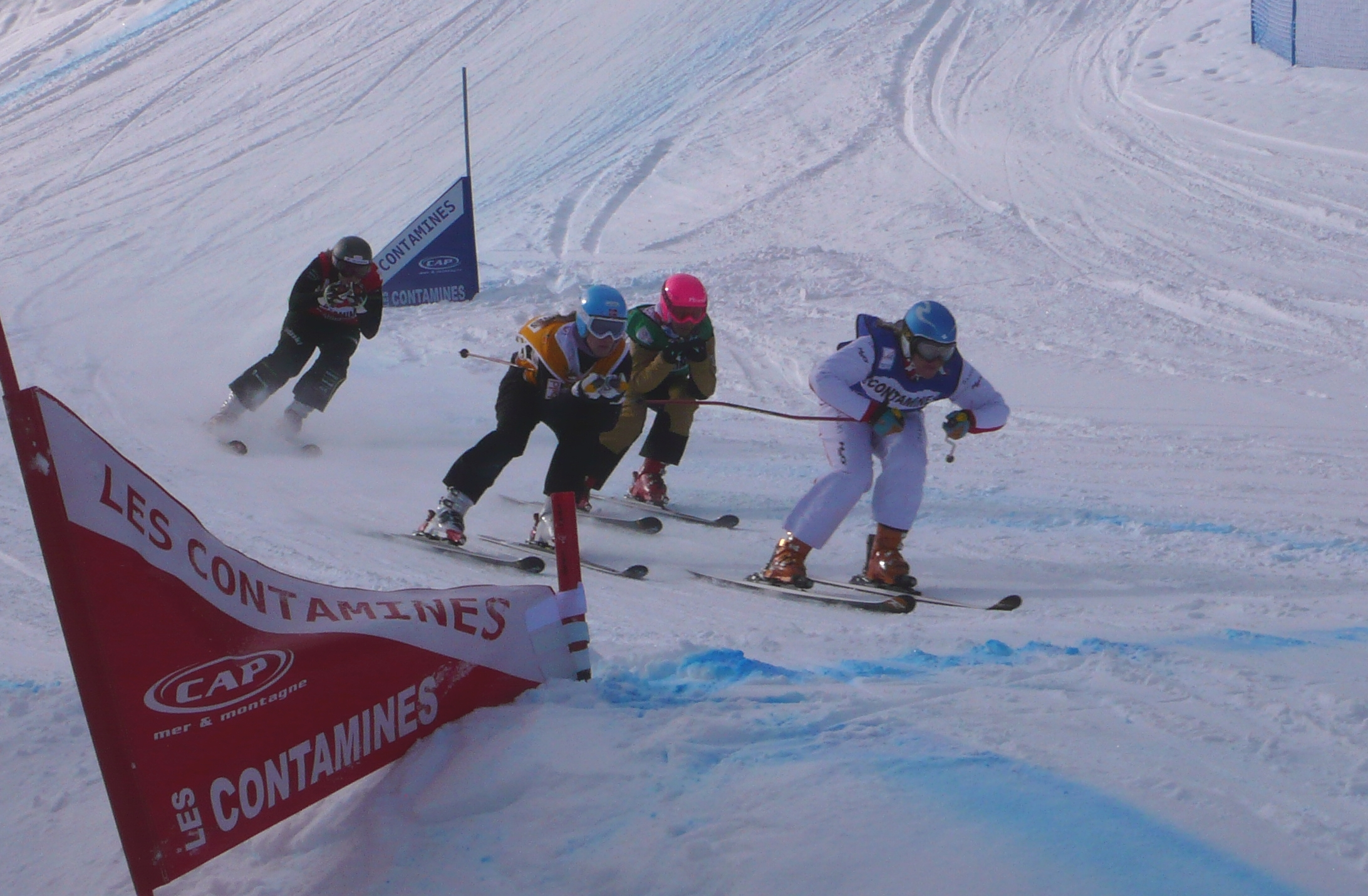
Quatre skieurs s'affrontant dans une épreuve de skicross

Le skicross ou ski cross est une discipline sportive de la
famille des sports d'hiver et l'une des six disciplines du ski freestyle.

## Origines
Également appelé Skier SX ou Skier Cross, le skicross est né à la fin des années 1990 aux États-Unis, où ont été créés les premiers Winter X Games, pendant hivernal des X Games. Parmi les disciplines officielles se trouve une pratique jusqu’alors inédite : le skicross. En 2003, le skicross est reconnu par la Fédération internationale de ski (FIS) et intégré à la catégorie freestyle. En 2010, il devient une épreuve olympique officielle lors des Jeux olympiques d'hiver à Vancouver. Le skicross reste par ailleurs toujours au programme des Winter X Games.

## Caractéristiques

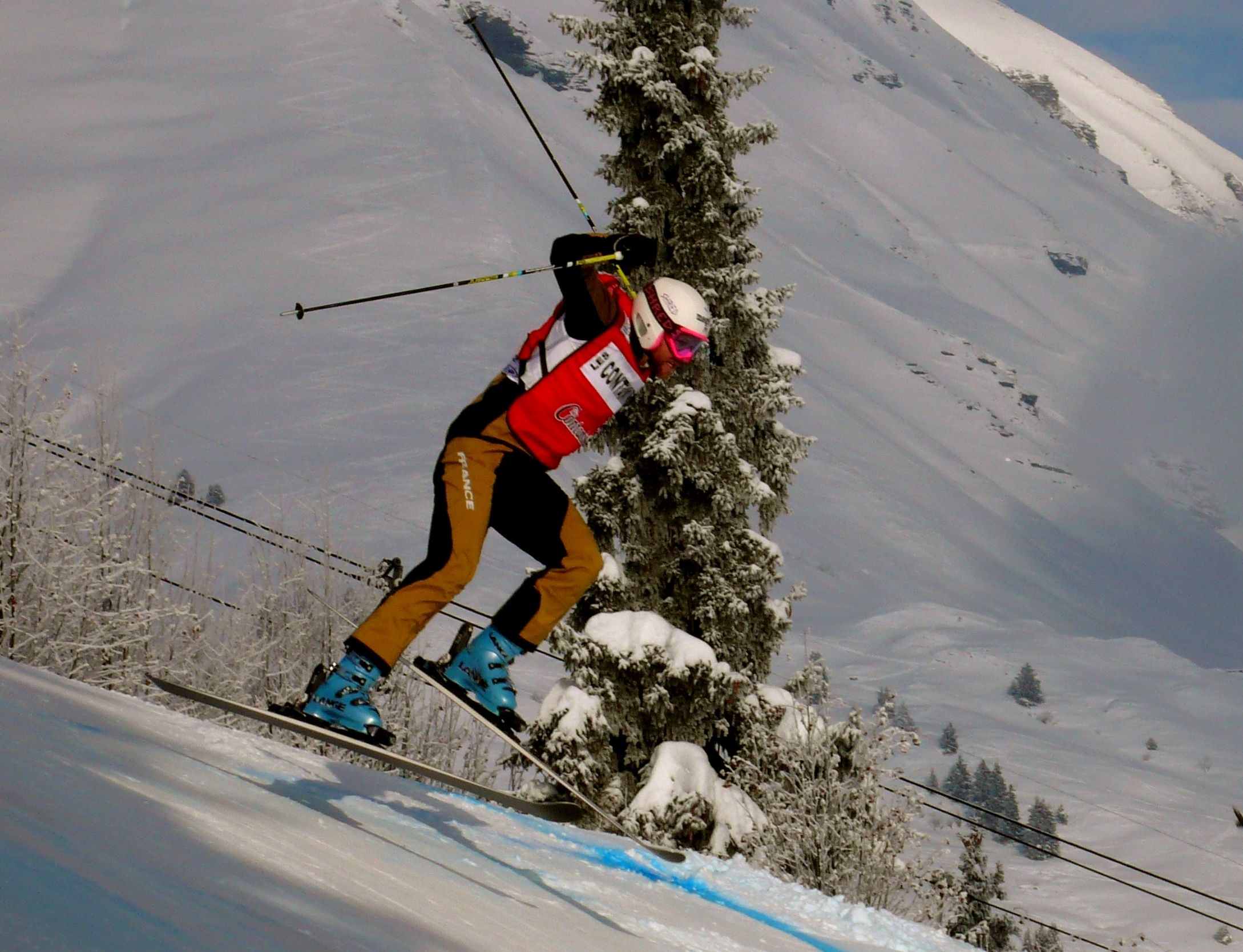
Un skieur de ski cross

### Principe
Le principe du skicross est inspiré du motocross et du BMX . Il consiste en une course par séries de quatre compétiteurs identifiés par des dossards de couleur différentes (jaune, bleu, rouge et vert), simultanément, le long d’un parcours d'environ 600 mètres et de 33 % d'inclinaison, parsemé de divers éléments rajoutant de la difficulté (modules) comme les virages négatifs (negative turns), les bosses (rollers, hoops), les courbes relevées (banks) ou les tremplins (kickers).

### Déroulement d'une compétition
La compétition se déroule en deux étapes : les qualifications et les phases finales.
Pour les qualifications, chaque skieur parcourt le tracé de manière individuelle et chronométrée.
Une fois les qualifications terminées, les 32 skieurs qui ont réalisé les meilleurs temps aux épreuves individuelles peuvent prendre part aux phases finales, un tableau à élimination directe. La véritable course peut alors débuter. Quatre par quatre, les skieurs s’affrontent et dévalent la piste le plus rapidement possible. Seuls les deux premiers de chaque descente sont qualifiés pour l’étape suivante. Les courses continuent ainsi jusqu’à ce qu’il n’y ait plus que quatre skieurs en lice. L'avant-dernière course est la « petite finale », pour attribuer les places 5 à 8 ; à l’issue de la course finale, les vainqueurs sont médaillés et gravissent les marches du podium.
Pour la première fois dans l'histoire du skicross, une épreuve mixte par équipe s'est déroulée le dimanche 28 février 2021 à Bakuriani en Géorgie dans le cadre de la Coupe du monde de skicross.
En fin de saison, se déroule le Superskicross qui rassemble les meilleurs athlètes du circuit. Sur une distance d'un kilomètre, cette épreuve, sur le même principe que le skicross mais avec des obstacles encore plus spectaculaires, se déroule sur une piste présentant deux parcours différents (bleu ou argenté) laissés aux choix des compétiteurs. La ligne d'arrivée est commune, quel que soit le parcours emprunté.

## Principaux athlètes
(mars 2024).

### Hommes

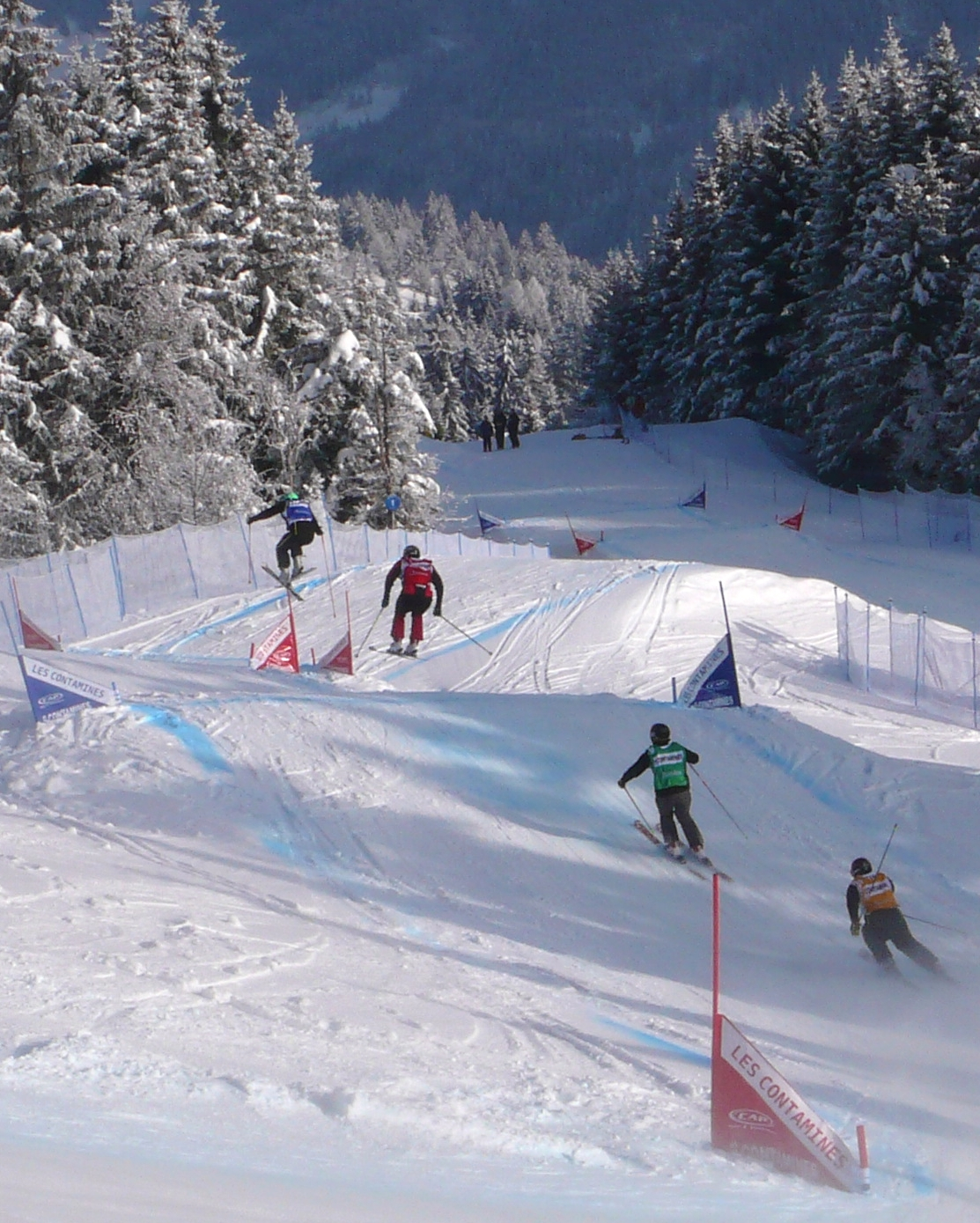
Quatre skieurs sur une même piste

Chez les hommes, le pionnier est l’Américain Reggie Crist qui s’est imposé aux Winter X Games en 2002 et 2005, a fini deux fois second en 2003 et 2006, et une fois troisième en 2004.
Le Tchèque Tomáš Kraus a remporté la Coupe du monde de la spécialité en 2005, 2006 et 2008, ainsi que la médaille d'or aux championnats du monde 2005 et 2007. Le Français Enak Gavaggio et le Suédois Jesper Brugge sont régulièrement premiers mondiaux. En 2010, les skieurs Michael Schmid, Xavier Kuhn, et Audun Groenvold, sont en haut des classements. Par ailleurs, l'Américain Daron Rhalves, ex-champion du monde de ski alpin, s'est reconverti avec succès dans le skicross en gagnant les X Games dès sa première participation en 2008.
Le Suisse Michael Schmid est le premier médaillé d'or aux Jeux olympiques d'hiver de Vancouver. L'argent est allé à l'Autrichien Andreas Matt et le bronze a été remporté par le Norvégien Audun Grønvold.
Le 20 février 2014, les Français Jean-Frédéric Chapuis (or), Arnaud Bovolenta (argent) et Jonathan Midol (bronze) réalisent un triplé historique aux Jeux olympiques d'hiver de Sotchi.

### Femmes

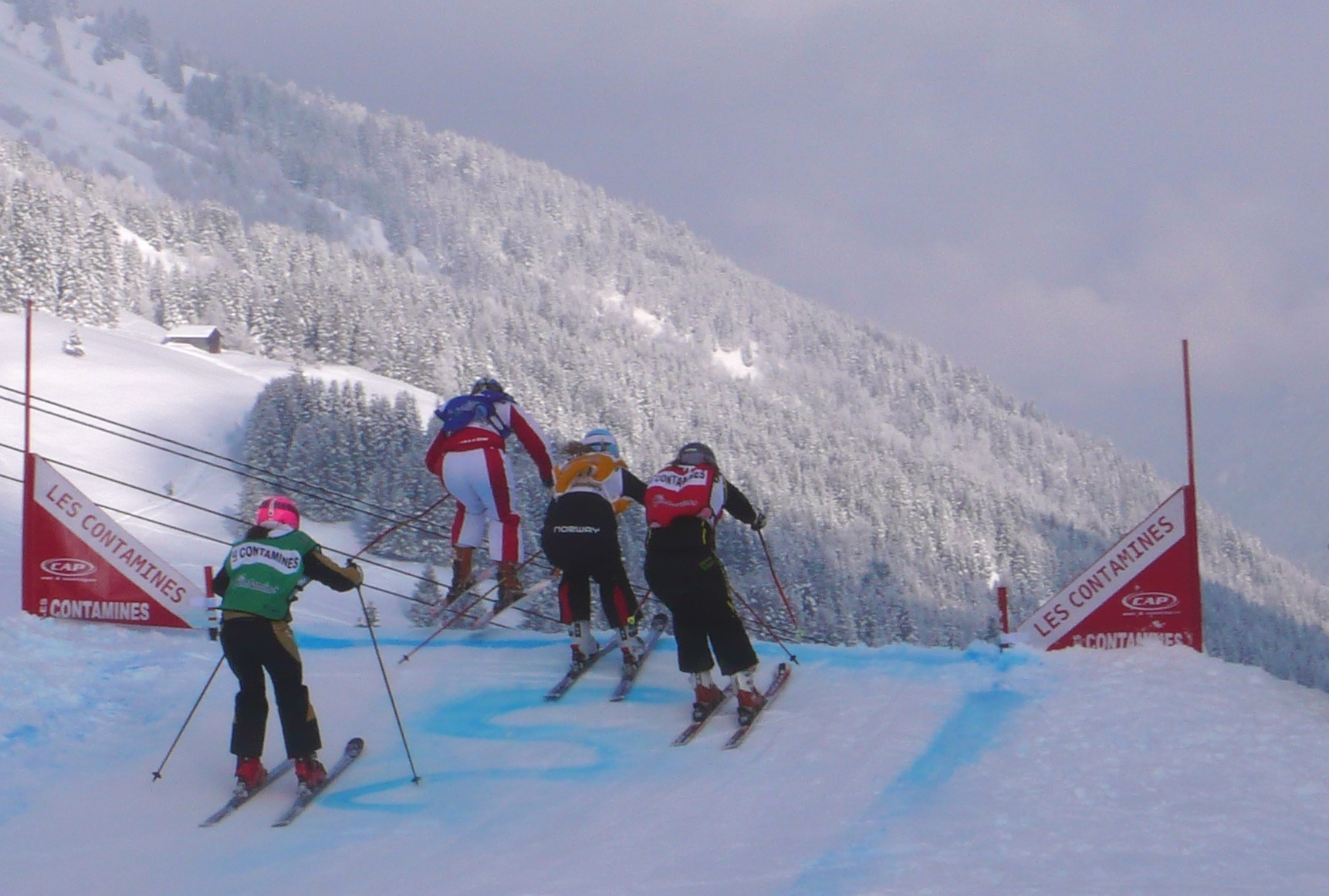
Quatre skieuses peu après le départ

Chez les femmes, la Canadienne Aleisha Cline (en) est l'une des meilleures skieuses de la première génération. Avec son palmarès, elle fait figure de légende de la discipline : quatre médailles d’or aux Winter X Games (1999, puis 2001 à 2003), une de bronze (2005), ainsi que deux autres médailles de bronze remportées en 2003 et 2004 au classement de la Coupe du monde.
En 2010, le skicross féminin est dominé par la Française Ophélie David qui a remporté les sept éditions consécutives de la Coupe du monde, de 2004 à 2010, six médailles aux X Games dont quatre d'or de 2007 à 2010, cinq médailles mondiales, dont l'or en 2007. L’Autrichienne Karin Huttary a elle été deux fois médaillée d’or (2004, 2006) et deux fois d’argent (2003, 2005) aux Winter X Games, vainqueure de la Coupe du monde en 2003, et première championne du monde de la discipline en 2005. Enfin, depuis quelques années et jusqu'à la saison 2023, c'est la skieuse suédoise Sandra Näslund qui domine sans partage le skicross mondial féminin.

## Compétitions internationales

### Palmarès des Jeux olympiques d'hiver

#### Hommes
| Édition             | Or                    | Argent             | Bronze         |
| JO 2010 Vancouver   | Michael Schmid        | Andreas Matt       | Audun Grønvold |
| JO 2014 Sotchi      | Jean-Frédéric Chapuis | Arnaud Bovolenta   | Jonathan Midol |
| JO 2018 Pyeongchang | Brady Leman           | Marc Bischofberger | Sergueï Ridzik |
| JO 2022 Pékin       | Ryan Regez            | Alex Fiva          | Sergey Ridzik  |

#### Femmes
| Édition             | Or                | Argent            | Bronze                    |
| JO 2010 Vancouver   | Ashleigh McIvor   | Hedda Berntsen    | Marion Josserand          |
| JO 2014 Sotchi      | Marielle Thompson | Kelsey Serwa      | Anna Holmlund             |
| JO 2018 Pyeongchang | Kelsey Serwa      | Brittany Phelan   | Fanny Smith               |
| JO 2022 Pékin       | Sandra Näslund    | Marielle Thompson | Fanny Smith Daniela Maier |

### Palmarès des Championnats du monde
| Édition                         | Or                    | Argent                | Bronze                |
| Mondiaux 2005 Ruka              | Tomáš Kraus           | Jesper Brugge         | Audun Grønvold        |
| Mondiaux 2007 Mad. di Campiglio | Tomáš Kraus           | Stanley Hayer         | Enak Gavaggio         |
| Mondiaux 2009 Inawashiro        | Andreas Matt          | Thomas Zangerl        | Davey Barr            |
| Mondiaux 2011 Deer Valley       | Christopher Del Bosco | Jouni Pellinen        | Andreas Matt          |
| Mondiaux 2013 Voss-Oslo         | Jean-Frédéric Chapuis | Bastien Midol         | John Teller           |
| Mondiaux 2015 Kreischberg       | Filip Flisar          | Jean-Frédéric Chapuis | Victor Öhling Norberg |
| Mondiaux 2017 Sierra Nevada     | Victor Öhling Norberg | Jamie Prebble         | François Place        |
| Mondiaux 2019 Utah              | François Place        | Brady Leman           | Kevin Drury           |
| Mondiaux 2021 Idre Fjäll        | Alex Fiva             | François Place        | Erik Mobärg           |

| Édition                         | Or                | Argent            | Bronze             |
| Mondiaux 2005 Ruka              | Karin Huttary     | Magdalena Iljans  | Ophélie David      |
| Mondiaux 2007 Mad. di Campiglio | Ophélie David     | Méryll Boulangeat | Alexandra Grauvogl |
| Mondiaux 2009 Inawashiro        | Ashleigh McIvor   | Karin Huttary     | Méryll Boulangeat  |
| Mondiaux 2011 Deer Valley       | Kelsey Serwa      | Julia Murray      | Anna Holmlund      |
| Mondiaux 2013 Voss-Oslo         | Fanny Smith       | Marielle Thompson | Ophélie David      |
| Mondiaux 2015 Kreischberg       | Andrea Limbacher  | Ophélie David     | Fanny Smith        |
| Mondiaux 2017 Sierra Nevada     | Sandra Näslund    | Fanny Smith       | Ophélie David      |
| Mondiaux 2019 Utah              | Marielle Thompson | Fanny Smith       | Alizée Baron       |
| Mondiaux 2021 Idre Fjäll        | Sandra Näslund    | Fanny Smith       | Alizée Baron       |

### Palmarès de la Coupe du monde
| Édition   | Hommes                | Femmes            |
| 2002-2003 | Hiroomi Takizawa      | Valentine Scuotto |
| 2003-2004 | Jesper Brugge         | Ophélie David     |
| 2004-2005 | Tomáš Kraus           | Ophélie David     |
| 2005-2006 | Tomáš Kraus           | Ophélie David     |
| 2006-2007 | Audun Grønvold        | Ophélie David     |
| 2007-2008 | Tomáš Kraus           | Ophélie David     |
| 2008-2009 | Tomáš Kraus           | Ophélie David     |
| 2009-2010 | Michael Schmid        | Ophélie David     |
| 2010-2011 | Andreas Matt          | Anna Holmlund     |
| 2011-2012 | Filip Flisar          | Marielle Thompson |
| 2012-2013 | Alex Fiva             | Fanny Smith       |
| 2013-2014 | Victor Öhling Norberg | Marielle Thompson |
| 2014-2015 | Jean-Frédéric Chapuis | Anna Holmlund     |
| 2015-2016 | Jean-Frédéric Chapuis | Anna Holmlund     |
| 2016-2017 | Jean-Frédéric Chapuis | Marielle Thompson |
| 2017-2018 | Marc Bischofberger    | Sandra Näslund    |
| 2018-2019 | Bastien Midol         | Fanny Smith       |
| 2019-2020 | Kevin Drury           | Sandra Näslund    |
| 2020-2021 | Reece Howden          | Fanny Smith       |